# 또 다른 고향
《또 다른 고향》(Die andere Heimat - Chronik einer Sehnsucht , Home From Home - Chronicle of a Vision)은 프랑스에서 제작된 에드가 레이츠 감독의 2013년 드라마 영화이다. 마리타 브로이어 등이 주연으로 출연하였다. 제70회 베네치아 국제 영화제에서 상영되었다.

## 출연
- 마리타 브로이어